# Rurouni Kenshin: The Beginning
Rurouni Kenshin: The Beginning (るろうに剣心 最終章 The Beginning?, Rurouni Kenshin: Saishūshō – Za Biginingu) è un film del 2021 basato sull'omonima serie manga. È il quinto e ultimo capitolo della serie di film Rurouni Kenshin e funge da prequel, raffigurando le origini di Kenshin Himura come l'assassino "Hitokiri Battōsai", mentre esplora la sua relazione con la donna di nome Tomoe Yukishiro. Poiché il film è stato prodotto contemporaneamente a Rurouni Kenshin: The Final, gli eventi nel primo sono direttamente citati nel secondo, con il fratello di Tomoe, Enishi, che appare a causa di eventi accaduti in The Beginning.

## Trama
Durante il Bakumatsu a Kyoto, e una carneficina di uccisioni, Kenshin Himura, chiamato anche Himura Battosai è un assassino politico, che fa parte della rivoluzione che è pronta a rovesciare lo shogunato Tokugawa. Si unisce al clan Chōshū e presto lavora per il loro leader, Kogorō Katsura, come assassino al fianco di Izuka, l'esaminatore delle esecuzioni. Durante uno degli omicidi, un membro del Kyoto ferisce Himura nei suoi ultimi momenti, con sua grande confusione. Una sera, mentre Himura è fuori a bere qualcosa, interviene per intervenire con i presunti membri della rivoluzione che chiedono di essere trattati come eroi da una donna di nome Tomoe Yukishiro. Himura viene poi attaccato da un assassino sconosciuto ma riesce ad ucciderlo. In seguito, Himura trova Tomoe che lo osserva e la riporta al suo nascondiglio, una locanda per rivoluzionari Chōshū. La mattina dopo, Tomoe decide di rimanere e lavorare alla locanda. È sbalordito in particolare quando lei mette in discussione e distorce la sua filosofia su chi sceglie di uccidere.
Quando Katsura viene informato della nuova relazione di Himura, mette in dubbio l'impatto di Tomoe su di lui. Durante l'incidente Ikedaya, uno scontro armato tra gli shishi che includono samurai senza padrone, formalmente impiegati dai clan Chōshū e Tosa, e lo Shinsengumi, la forza speciale di polizia del Bakufu, Himura si precipita sul posto per proteggere il clan Chōshū e salvare Katsura ma viene ritardato dal capitano Shinsengumi Okita Sōji. Himura e i Chōshū sono costretti a ritirarsi dalla zona. Prima che anche Katsura si nasconda, fa in modo che Kenshin e Tomoe si nascondano nel villaggio di Ōtsu, fuori Kyoto, chiedendo a Tomoe di prendersi cura di Himura e fingere di agire come marito e moglie in modo che Himura non venga sospettato.
Durante la loro permanenza nel villaggio, Himura impara a fare il contadino e inizia a capire il significato della pace e della felicità. Un giorno, quando Himura è fuori, il fratello di Tomoe, Enishi, va incontro a sua sorella, rivelando che entrambi sono spie che lavorano per gli Yaminobu dei guerrieri pro-shogunato che hanno pianificato di intrappolare e uccidere Battosai per tutto questo tempo. Tomoe si rifiuta di continuare a lavorare con loro, e chiede a Enishi di tornare a casa, causando la fuga di Enishi in preda alla rabbia. Quando Himura ritorna, apprende da Tomoe che in precedenza era fidanzata per sposarsi, tuttavia il suo fidanzato è stata assassinato prima del matrimonio. Himura la consola e le dice che ha detto abbastanza e che non deve più sopportare il dolore. Mentre si legano come marito e moglie, Himura le promette che troverà un modo per smettere di uccidere nella nuova era e che proteggerà la sua felicità.
Il giorno dopo, Tomoe incontra il leader degli Yaminobu ma scopre che è stata usata come pedina da loro per indebolire Himura. Himura va allo Yaminobu per salvarla. Come previsto dallo Yaminobu, Himura è visibilmente angosciato e distratto poiché ha scoperto che Tomoe era fidanzata con il membro del Kyoto Watch che aveva assassinato. Nonostante il suo stato emotivo, è abbastanza abile da combattere istintivamente e difendersi. Dopo aver raggiunto il leader Tatsumi, Himura ha raggiunto il suo limite e non può temporaneamente né vedere (a causa dell'accecamento dell'esplosivo zolfo) né sentire. Mentre Tatsumi sta per sconfiggere Himura, Tomoe interviene trattenendo Tatsumi. Ignaro che Tomoe era proprio di fronte a lui, Himura infligge un colpo mortale, uccidendo Tatsumi e ferendo mortalmente Tomoe. Nel suo ultimo respiro, Tomoe incide un'altra cicatrice sulla guancia di Himura con il suo pugnale, completando così una cicatrice a forma di croce che il suo fidanzato aveva iniziato, mentre si scusa con lui per il dolore che ha causato.
Poco dopo, Katsura visita Himura nella casa del villaggio per informarlo che hanno scoperto che Izuka era anche lui una spia. Tuttavia, ha ancora bisogno che Himura è vuole che si unisca a loro sul campo di battaglia. Tuttavia, Himura dichiara che una volta arrivata la nuova era, non ucciderà mai più. Himura finisce di leggere il diario di Tomoe che spiega come è passata dalla ricerca di vendetta per il suo fidanzato all'innamorarsi del suo assassino e infine di decidere di fare tutto il possibile per preservarlo. Il film termina con la battaglia di Toba-Fushimi, dove i Chōshū sono vittoriosi sui loro rivali. Con il Bakumatsu finito, nonostante sia stato sfidato ad un ultimo combattimento con la spada da Hajime, Himura abbandona la sua spada mentre lascia il campo di battaglia. La narrazione ci dice che Battosai scompare per i successivi 10 anni in un viaggio sconosciuto mentre il Giappone entra nell'era Meiji.

## Personaggi
- Kenshin Himura interpretato da Takeru Satō
- Tomoe Yukishiro interpretata da Kasumi Arimura
- Katsura Kogorō interpretato da Issey Takahashi
- Hajime Saitō interpretato da Yōsuke Eguchi
- Sōji Okita interpretata da Nijirō Murakami
- Tatsumi interpretato da Kazuki Kitamura
- Shinsaku Takasugi interpretato da Masanobu Ando
- Enishi Yukishiro interpretato da Towa Araki
- Izuka interpretato da Shima Ōnishi
- Isami Kondō interpretato da Takahiro Fujimoto
- Toshizō Hijikata interpretato da Sōkō Wada
- Katagai interpretato da Mansaku Ikeuchi
- Ikumatsu interpretato da Mayu Hotta
- Sumita interpretato da Wataru Ichinose
- Nakajō interpretato da Kinari Hirano
- Murakami interpretato da Eita Okuno
- Mumyōi Yatsume interpretato da Eiki Narita
- Kiyosato Akira interpretato da Masataka Kubota

## Produzione
Questa quinta voce è stata prodotta nello stesso periodo di tempo della quarta voce. Le riprese del film sono iniziate il 4 novembre 2018 e si sono concluse il 28 giugno 2019. Le riprese su larga scala per più di 7 mesi sono state effettuate in 43 località a livello nazionale, tra cui Kyoto, Nara, Shiga, Mie, Hyōgo, Kumamoto, Hiroshima, Tochigi, Saitama, Shizuoka, Osaka e Nagano. Ha utilizzato un totale di 6.000 extra. Il regista Otomo ha spiegato: "L'obiettivo per me era quello di ritrarre l'umanità e il dramma dei personaggi all'interno delle scene di combattimento e dell'azione. "Le sequenze d'azione non erano solo azione, ma piuttosto un fattore importante nel ritrarre i personaggi. Ecco perché il cast principale, incluso Takeru, ha eseguito quasi tutte le sequenze d'azione senza controfigure". Ha aggiunto: "Prendo sempre scene di recitazione in una sequenza senza tagli, e le scene d'azione in questo film sono state fondamentalmente girate con lo stesso approccio". Il regista ha aggiunto che mentre potrebbe essere "difficile" per il suo cast fare le acrobazie da solo, ha sentito che ha reso le scene d'azione "più emotive" di conseguenza.
Takeru Satō ha interpretato il personaggio di Kenshin Himura dal 2012 e ha fatto tutte le sue acrobazie da quando ha assunto il ruolo per la prima volta. Kenshin è un esperto di "Hiten Mitsurugi-ryu", una tecnica di spada che consente al combattente di attaccare più assalitori contemporaneamente. E, in linea con il materiale originale, Satō è regolarmente messo contro più attori che deve respingere attraverso una serie di mosse intricate e dettagliate in tutti e cinque i film. Incarnando il suo personaggio da samurai, Satō ha trascorso settimane a perfezionare i combattimenti con la spada con i coreografi, passando attraverso le mosse più volte sia dentro che fuori dal costume in uno studio prima di uscire sul set. Kasumi Arimura ha espresso pressioni sul suo lavoro a causa delle aspettative date alle sue ulteriori apparizioni in The Beginning poiché è apparsa solo in flashback nel film precedente e quanto sia diverso. Col senno di poi, l'ha trovata un'esperienza interessante anche se il suo ruolo era più piccolo di altri colleghi attori. Tra le sue esperienze preferite c'è la sua vita quotidiana con Kenshin come coppia sposata mentre i due lavorano con un campo pieno di piante.
La sigla "Broken Heart of Gold" è eseguita da One Ok Rock.

## Distribuzione
Rurouni Kenshin: The Beginning è uscito nelle sale giapponesi il 4 giugno 2021. Tutti e cinque i film della serie Rurouni Kenshin sono stati proiettati al 24° Shanghai International Film Festival (SIFF), che si è tenuto dall'11 al 20 giugno 2021. Rurouni Kenshin è stata la prima serie live action giapponese invitata ad essere proiettata nella sezione Movie Franchise dello Shanghai International Film Festival, che è stata recentemente istituita nel 2016, mentre solo i franchise di successo di Hollywood sono stati invitati prima. Questa fu anche la prima internazionale di The Final e The Beginning. The Beginning è stato pubblicato su Netflix in tutto il mondo il 30 luglio 2021.
In Giappone, il film è uscito sulle piattaforme digitali il 20 ottobre 2021 e in Blu-ray e DVD il 10 novembre 2021.

## Accoglienza

### Incassi
Rurouni Kenshin: The Beginning ha aperto al primo posto al botteghino giapponese, vendendo 350.000 biglietti per oltre 508 milioni di yen (circa 4,7 milioni di dollari) nel suo weekend di apertura. Rurouni Kenshin: The Final si è classificato al #2 quel fine settimana, rendendo Rurouni Kenshin il primo franchise a conquistare i primi due posti al botteghino giapponese nello stesso fine settimana. In totale, il film ha incassato 21.318.560 dollari al botteghino giapponese.

### Critica
Anime News Network ha acclamato la recitazione degli attori principali e la gestione dei combattimenti, affermando che il film dovrebbe essere visto prima della finale a causa di spoiler. LeisureByte ha commentato che mentre il personaggio di Kenshin è troppo stoico in questo film, diventa un personaggio più complesso quando esplora il suo lavoro e il suo romanticismo. Tuttavia, la lunghezza del film è stata oggetto di critiche in quanto i nuovi arrivati potrebbero essere annoiati dal ritmo. Asian Movie Pulse ha elogiato la versione più oscura del personaggio di Kenshin a causa del modo in cui lavora come assassino, ma ha notato che la sua storia d'amore con Tomoe ha reso la trama più interessante, il che è reso più incisivo grazie alla recitazione di Satoh e Arimura. Ani Radio Plus ha elogiato le sequenze di combattimento per essere sorprendentemente violente in contrasto con i film precedenti in quanto potrebbe scioccare gli spettatori di ritorno vedere le azioni a sangue freddo di Kenshin e la quantità di sangue causata da loro. Fiction Horizon lo ha trovato come finale adatto alla serie live-action a causa della gestione della natura di Kenshin e di come cambia attraverso la narrazione.